# Simulacres
Simulacres est un roman de Philip K. Dick publié en 1964 aux éditions Ace Books sous le titre de The Simulacra puis traduit en français en 1973 aux éditions Calmann-Lévy, dans la collection Dimensions SF.

## Thématique
Le roman présente une société futuriste et totalitaire dominée par une matriarche, Nicole. Philip K. Dick y aborde les thèmes de la réalité, de la croyance aveugle et de l'idéologie nazie.

## Commentaire
Dans les années soixante, les romanciers de science-fiction américains s'interrogent sur la réalité et ses représentations, les « simulacres » ; voir, par exemple, Simulacron 3 (1964) de Daniel F. Galouye. 